# Bungarus candidus
Bungarus candidus är en ormart som beskrevs av Carl von Linné 1758. Bungarus candidus ingår i släktet kraiter och familjen giftsnokar. IUCN kategoriserar arten globalt som livskraftig. Inga underarter finns listade.
Arten förekommer i Sydostasien från Vietnam, Laos och norra Thailand över Malackahalvön till Sumatra, Java och till några mindre öar i regionen. Ormen når i bergstrakter 1200 meter över havet. Den vistas i olika habitat, inklusive odlade områden. Bungarus candidus är aktiv på natten och jagar groddjur, ödlor och andra ormar. Honor lägger upp till 10 ägg per tillfälle.